# Présidence irlandaise du Conseil de l'Union européenne en 2026
Présidence chypriote du Conseil de l'Union européenne en 2026 Présidence lituanienne du Conseil de l'Union européenne en 2027
La présidence irlandaise du Conseil de l'Union européenne en 2026 est la huitième présidence tournante du Conseil de l'UE assurée par l'Irlande.
L'Irlande succède à la Chypre au siège de la présidence le 1er juillet 2026. La présidence suivante sera assurée par la Lituanie à partir du 1er janvier 2027.

### Référénces
1. ↑  (en) European Union, « COUNCIL DECISION (EU) 2016/1316 of 26 July 2016 »  [PDF], 2 août 2016 (consulté le 2 janvier 2024)